# John Murphy (pływak)
John Joseph Murphy (ur. 19 lipca 1953 w Chicago) – amerykański pływak. Dwukrotny medalista olimpijski z Monachium.
Specjalizował się w stylu dowolnym i grzbietowym. Igrzyska w 1972 były jego jedyną olimpiadą. Sięgnął po złoto w sztafecie w stylu dowolnym, indywidualnie był trzeci na dystansie 100 m grzbietem. Wspomniana sztafeta pobiła rekord świata. Był medalistą mistrzostw świata w 1973 (złoto w sztafecie 4 × 100 m kraulem) oraz dwa lata później (złoto w sztafecie 4 × 100 m kraulem oraz 4 × 100 m stylem zmiennym, srebro na 100 m grzbietem). Studiował na Indiana University, był również medalistą igrzysk panamerykańskich (1971).